# Makurap
I Makurap  sono un gruppo etnico del Brasile con una popolazione stimata in 478 individui nel 2010 (Funasa).

## Lingua
Parlano la lingua makurap (codice ISO 639: MAG) che appartiene alla famiglia linguistica Tupari. I membri più giovani parlano solo il portoghese e sono in pochi a parlare in maniera nativa il makurap. Tra questi vi sono anche i membri più anziani di altri gruppi etnici confinanti. Durante il rituale delle chichadas, in cui si beve in gruppo mais fermentato, si riuniscono dialogando esclusivamente in makurap.

## Insediamenti
Vivono nello stato brasiliano di Rondônia. Oggi i Makurap sono stanziati in tre territori indigeni: Rio Guaporé (115.788 ettari, istituito nel 1996 nel comune di Guajará Mirim), Rio Mequens (107.533 ettari, istituito nel 1996 nei comuni di Colorado do Oeste e Cerejeira) e Rio Branco (236.137 ettari, istituito nel 1986 nel comune di Costa Marques), e nelle aree urbane limitrofe.

## Storia
Per secoli i Makurap hanno vissuto sulla riva destra del Guaporé, un fiume che aveva, nel XVIII secolo, una posizione strategica nella regione di confine tra le colonie portoghesi e spagnole. Ciò portò a numerosi contatti tra le etnie della regione ed i coloni con conseguente spopolamento. Nel XX secolo fu il boom della raccolta del caucciù e le relative nuove invasioni dei coloni a costringere i Makurap e le etnie confinanti a spostarsi in altre aree per evitare la schiavitù. Le invasioni provocarono, inoltre, devastanti epidemie che decimarono la popolazione.
Verso la fine del XIX secolo, i coloni boliviani costruirono un seringal (un'area di estrazione del caucciù) sul fiume Colorado e successivamente fu costituito il seringal di São Luís. Queste due aree provocarono una nuova ondata di contatti tra i popoli della regione ed i coloni. Tra il 1910 ed il 1920, furono costruiti vari barracões (costruzioni atte a supportare logisticamente i seringal) e nuovi punti di raccolta del caucciù. In particolare in questo periodo si diffuse tra i gruppi indigeni una devastante epidemia di morbillo che provocò perdite umane di vaste dimensioni, lasciando addirittura alcuni gruppi sull'orlo dell'estinzione.
Negli anni seguenti i Makurap gradualmente assunsero una posizione dominante tra i gruppi della regione e la loro lingua divenne in breve un idioma intertribale utilizzato per la comunicazione tra le varie tribù. Fu però solo negli anni settanta che gli indios furono trasferiti dai seringal alle aree riservate, ancora non ufficialmente, alle tribù indigene. Negli anni ottanta i gruppi furono colpiti dalla malaria e dalla tubercolosi. Nel 1984 fu finalmente demarcato il territorio indigeno di Rio Branco, tuttavia 4 villaggi Makurap, situati a nord del territorio, restarono fuori dai confini. Fu solo nel 1996, tra l'ostracismo delle aziende di estrazione locali che intendevano sfruttare ancora i membri delle varie etnie, che fu demarcato il territorio indigeno di Rio Mequéns, comprendente un'area vasta 105.250 ettari.